# فؤاد إسماعيل شاكر
فؤاد إسماعيل شاكر، (1905- 1973) صحفي وأديب وشاعر سعودي، ولد في مكة المكرمة عام 1905م، وفيها تلقى علومه الأولى، إذ أخذ مبادئها من دروس الحرم المكي، ودرس فيما بعد بشكل نظامي في المدارس الرشيدية، والتحق بأول بعثة سعودية للدراسة في القاهرة بمصر عام 1929م، وفيها تخصص لدراسة الأدب العربي، وشغل منصب رئيس لكلاً من التشريفات الملكية عام 1945م، وتشريفات رابطة العالم الإسلامي عام 1961م، ورأس تحرير عدد من الصحف السعودية، كصحيفة صوت الحجاز (البلاد حاليًا)، وأم القرى، وأسس صحيفة أخبار العالم الإسلامي عام 1966م، إضافة إلى عمله في الصحف العربية، كصحيفة كوكب الشرق والحرم في مصر، وصدر له نحو 20 كتاباً منها صور الحياة (1929م)، وأدب القرآن (1936م)، وتنوعت ما بين مؤلفات تاريخية واجتماعية وأدبية، وتوفي في جدة عام 1973م.

## نشأته
ولد فؤاد شاكر في مكة المكرمة عام 1322 هـ. وتلقى تعليمه الابتدائي في المدرسة الرشدية ثم في الحرم المكي على يد والده وبعض علماء الحرم. وفي عام 1347 هـ (1928) التحق بأول بعثة سعودية دراسية لإكمال تعليمه في القاهرة وتخصص في دراسة الأدب العربي.

## حياته العملية
- عمل في بداية حياته العملية في صحيفة «كوكب الشرق» التي كانت تصدر في مصر.
- أصدر جريدة «الحرم» في القاهرة عام 1349 هـ وظل يصدرها أربع سنوات (من 1930- 1934).[6]
- تسلم مهام رئاسة تحرير جريدة صوت الحجاز في عام 1350 هـ لمدة سنة واحدة ثم عاد بعدها للقاهرة حيث استأنف دراسته وأعماله الصحفية.
- تسلم رئاسة تحرير جريدة أم القرى في عام 1355 هـ وظل بها لمدة خمسة عشر عاماً، وتولى أثناء ذلك تحرير جريدة البلاد السعودية فيما بعد من عام 1357 هـ حتى عام 1372 هـ.
- عمل رئيساً للتشريفات الملكية عام 1364 هـ في عهد الملك عبد العزيز آل سعود لمدة ثماني سنوات.
- أسندت إليه رئاسة تحرير جريدة البلاد السعودية في عام 1375 هـ.
- في عام 1380 هـ عمل رئيساً للتشريفات والبروتوكول في رابطة العالم الإسلامي.
- في عام 1385 هـ أسندت إليه رئاسة تحرير جريدة «أخبار العالم الإسلامي» الأسبوعية.

## مؤلفاته الأدبية
- صور الحياة (مطبعة حوليات مصر. القاهرة، 1929).
- أدب القرآن (صدر في مكة المكرمة عام 1936 ثم طبع في مطبعة الحكومة بمكة عام 1939).
- غزل الشعراء بين الحقيقة والخيال.
- أحاديث الربيع (المطبعة الفاروقية.القاهرة. 1943).
- الملك عبد العزيز آل سعود سيرة وتاريخ 1299 هـ-1373 هـ.
- رحلة الربيع (مطبعة الحلبي. القاهرة.1943، مطبعة دار احياء الكتب العربية. القاهرة 1946 ، مطبعة تهامة 1983 ، دارة الملك عبد العزيز 1999).
- دار الأيتام والصنائع بمكة. (مطبعة عيسى الحلبي. القاهرة 1943).
- تخليد ذكرى إنشاء السد السعودي الذي أمر بانشائه الملك عبد العزيز على نفقته الخاصة (مطبعة الحلبي بالقاهرة 1943).
- للوفاء والذكرى... ماقيل في حفل الفقيد جميل داود 1362 هـ 1943.
- دليل المملكة العربية السعودية (مطبعة خلف الله 1948).
- حدائق وأزهار (المطبعة العالمية. القاهرة. 1950).
- رحلات في ميداني العمل والجهاد «رسالة» (مطبعة دار الكتاب العربي. القاهرة 1954).
- الملك سعود في أحاديثه وخطبه (دار الكتاب العربي. القاهرة 1955).
- حي على الصلاة. «ديوان شعر» (مؤسسة مكة للطباعة والاعلام 1956).
- سلسلة من أمجاد الثقافة العربية (مؤسسة الطباعة والصحافة والنشر. جدة 1958).
- وحي الفؤاد (مجموعة شعرية من نظمه صدرت عام 1967).

## التكريم والجوائز
- تقلد عدة أوسمة ونياشين من دول عربية وغير عربية.
- أطلق اسمه على أحد شوارع مدينة جدة.
- كرمه اتحاد الصحافة الخليجية في الدوحة في 30 مارس عام 2009 مع 40 من رواد الصحافة السعودية، وقد سلمت جائزة التكريم لأبناؤه.[7]

## وفاته
توفي في مدينة جدة في شهر ذي الحجة عام 1392 هـ عن عمر يناهز 70 عام.

## أبناؤه
وله من الأبناء والبنات:
- عصام فؤاد شاكر.
- عادل فؤاد شاكر.
- محمد فؤاد شاكر.
- عدنان فؤاد شاكر (متوفى)
- نزار فؤدا شاكر
- عزة فؤاد شاكر وهي شاعرة وإذاعية سعودية توفيت في أغسطس عام 2011 [8]
- منى فؤاد شاكر وهي إعلامية سعودية وزوجة الإعلامي المصري جلال أبو زيد[9]
- نوره فؤاد شاكر

## وصلات خارجية
- الجزيرة الثقافية
- جريدة الرياض
- مكتبة دارة الملك عبد العزيز